# Mariano Carsí Pascual

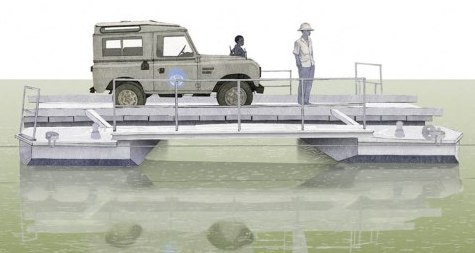
Imagen que representa la llegada de Mariano Carsí al Congo.

Mariano Carsí Pascual (Alfara del Patriarca, Valencia, 1927 ‐ 2008) fue un médico español que estuvo viviendo en el Congo y el Zaire desde 1959 hasta el 2001. Su colección personal fue donada al Museo Valenciano de Etnología en 2010. Se licenció en medicina en la Universitat de València, y se especializó en medicina tropical en Amberes, se trasladó en África en 1958, el mismo año en que acabó sus estudios en Bélgica. En 1958 y 1962 fue repatriado por las Naciones Unidas ante el riesgo por los disturbios que sufría el país durante la Crisis del Congo. Aun así, retornó a los pocos días ambas veces. Allá sirvió en hospitales y compañías mineras hasta volver a Europa, jubilado, en 2001. También trató muchos problemas de infertilidad, que en los países africanos es una situación mal vista socialmente. Como muestra de agradecimiento, muchas madres ponían el nombre Carsí a sus hijos.

## Galería
- Francesc Tamarit, director del Museo Valenciano de Etnología, presenta la exposición sobre el Doctor Mariano Carsí.
- Maria Londero, esposa de Mariano Carsí, habla sobre él en motivo de la exposición.
- Andrés Marín, ilustrador del museo, analiza el arte africano.